# Aszmun
Aszmun (arab. أشمون) - miasto w muhafazie Al-Minufijja w północnej części Egiptu, na północny zachód od Kairu.